# راک‌استار وینا
راک‌استار پروداکشنز جی‌ام‌بی‌ایچ (به انگلیسی: Rockstar Production GmbH) یا با نام تجاری راک‌استار وینا (به انگلیسی: Rockstar Vienna) یکی از استودیوهای توسعه‌دهنده بازی ویدئویی راک‌استار گیمز در وین، اتریش بود. این استودیو در ابتدا با عنوان نئو سافتور پروداکشنز جی‌ام‌بی‌ایچ (به انگلیسی: Neo Software Productions GmbH) توسط هانس استیفرت، نیکی لیبر و پیتر باستادتر در ژانویه سال ۱۹۹۳ در خانه استیفرت در هیرتنبرگ تأسیس شد. با موفقیت بازی «سفر نهنگ» در سال ۱۹۹۳، در سال بعد یعنی ۱۹۹۴ آنها تصمیم به انتقال استودیو به وین گرفتند.

## بازی‌ها

### به‌عنوان نئو سافتور
| سال  | عنوان                     | پلتفرم(ها)                    | ناشر(ها)                 | یادداشت‌ها                                                         |
| ---- | ------------------------- | ----------------------------- | ------------------------ | ----------------------------------------------------------------- |
| ۱۹۹۳ | سفر نهنگ                  | آمیگا، آمیگا سی‌دی۳۲, ام‌اس-داس | فلیر سافتور              | —                                                                 |
| ۱۹۹۴ | مدرک!                     | آمیگا، آمیگا سی‌دی۳۲, ام‌اس-داس | کامپارت یوکی، مکس دیزاین | —                                                                 |
| ۱۹۹۵ | پروتوتایپ (بازی سال ۱۹۹۵) | ام‌اس-داس                      | مکس دیزاین               | سازنده پشتیبان برای سورپرایز! پروداکشنز                           |
| ۱۹۹۵ | جهان تاریک                | ام‌اس-داس                      | مکس دیزاین               | سازنده پشتیبان برای مارتین                                        |
| ۱۹۹۵ | سفر نهنگ ۲: مرگ برتر      | آمیگا، آمیگا سی‌دی۳۲، ام‌اس-داس | نئو سافتور               | —                                                                 |
| ۱۹۹۵ | سدریک و قدرت سلطنتی گمشده | آمیگا                         | نئو سافتور               | سازنده پشتیبان برای آلکاتراز انترتینمنت                           |
| ۱۹۹۶ | جهش جی. بی                | ام‌اس-داس                      | تاپ‌ور اینتراکتیو         | سازنده پشتیبان برای اینونشن                                       |
| ۱۹۹۶ | جهان کروی                 | آمیگا                         | نئو سافتور               | سازنده پشتیبان برای متد-۴                                         |
| ۱۹۹۶ | افعی سیاه                 | آمیگا، آمیگا سی‌دی۳۲           | نئو سافتور               | سازنده پشتیبان برای لایت شاک سافت‌ور                               |
| ۱۹۹۶ | روح مبارز                 | آمیگا، آمیگا سی‌دی۳۲           | نئو سافتور               | سازنده پشتیبان برای لایت شاک سافت‌ور                               |
| ۱۹۹۸ | یک قهرمان اجاره کن        | مایکروسافت ویندوز             | تی‌اچ‌کیو، مجیک بایتس      | —                                                                 |
| ۱۹۹۹ | ملل بیگانه                | مایکروسافت ویندوز             | شرکت سرگرمی جووود        | —                                                                 |
| ۲۰۰۱ | نیش!                      | مایکروسافت ویندوز             | شرکت سرگرمی جووود        | —                                                                 |
| ۲۰۰۱ | مکس پین (بازی ویدئویی)    | اکس‌باکس                       | راک‌استار گیمز            | تنها سازنده نسخه این پلتفرم؛ بازی توسعه‌یافته توسط رمدی انترتینمنت |

### به‌عنوان راک‌استار وینا
| سال  | عنوان                          | پلتفرم(ها)                                                  | ناشر(ها)      | یادداشت‌ها                                                         |
| ---- | ------------------------------ | ----------------------------------------------------------- | ------------- | ----------------------------------------------------------------- |
| ۲۰۰۳ | مکس پین ۲: سقوط مکس پین        | پلی‌استیشن ۲، اکس‌باکس                                        | راک‌استار گیمز | تنها سازنده نسخه این پلتفرم؛ بازی توسعه‌یافته توسط رمدی انترتینمنت |
| ۲۰۰۳ | اتومبیل‌دزدی بزرگ ۳             | اکس‌باکس                                                     | راک‌استار گیمز | تنها سازنده نسخه این پلتفرم؛ بازی توسعه‌یافته توسط راک‌استار نورث   |
| ۲۰۰۳ | اتومبیل‌دزدی بزرگ: وایس سیتی    | اکس‌باکس                                                     | راک‌استار گیمز | تنها سازنده نسخه این پلتفرم؛ بازی توسعه‌یافته توسط راک‌استار نورث   |
| ۲۰۰۶ | راک‌استار پرزنتس تنیس روی میطپز | نینتندو وی، اکس‌باکس ۳۶۰                                     | راک‌استار گیمز | سازنده پشتیبان برای راک‌استار سن‌دیگو                               |
| ۲۰۰۷ | من‌هانت ۲                       | مایکروسافت ویندوز، پلی‌استیشن ۲، پلی‌استیشن همراه، نینتندو وی | راک‌استار گیمز | توسعه بازی در سال ۲۰۰۶ به راک‌استار لندن انتقال یافت.              |